# Petteri Wirtanen
Petteri Wirtanen, född 28 maj 1986 i Hyvinge, är en finländsk professionell ishockeyspelare som spelar för Djurgårdens IF i Svenska hockeyligan.